# Luciano Emmer
Luciano Emmer (Milà, 19 de gener de 1918 - Roma, 16 de setembre de 2009) va ser un director, guionista i docent italià. Ha realitzat nombroses pel·lícules i alguns dels documentals artístics més importants. Va ser el pare del matemàtic, acadèmic i escriptor Michele Emmer i del director David Emmer.

## Biografia

### Cinema
Va assolir fama internacional als anys quaranta amb nombrosos documentals artístics realitzats juntament amb Enrico Gras, el 1950 va debutar al llargmetratge, sota la bandera d'un neorealisme menor i episòdic, amb Domenica d'agosto. Després va dirigir altres pel·lícules: Le ragazze di piazza di Spagna (1952), Terza liceo (1953) e La ragazza in vetrina (1960),, després de les quals Emmer va abandonar el cinema per publicitat i televisió.
El 1990 Emmer va tornar al cinema de ficció fent Basta! Ci faccio un film, seguida per Una lunga lunga lunga notte d'amore (2001) i L'acqua... il fuoco (2003). En els darrers anys va realitzar dues pel·lícules per a televisió: Le fiamme del paradiso (2006), ambientada al segle xvi, i Il cardo rosso (2007) ambientada al segle xix.
Va ser tutor i professor a l'Acadèmia Multimèdia ACT de Cinecittà.

### Documentals d'art
Per als seus documentals artístics, Emmer va inventar mòduls formals interessants i evocadors, que carregaven de significat afectiu: a diferència de Pier Paolo Pasolini, que proposava un manierisme neorealista, visionari i ple de cites d'art en la recuperació de la realitat degradada, Emmer va partir de 'treball artístic limitat a interpretar-lo amb el rodatge.

### Carosello
Emmer també va treballar com a director de publicitat: el mateix tema que el primer Carosello, que tenia les diverses cortines que es van obrir un darrere l'altre, va ser rodat per Luciano Emmer. Tota una generació d'artistes va passar per davant de la seva càmera per interpretar els anuncis que va emetre el famós programa de primera hora del vespre: de Totò («Mi faccio un brodo? Ma me lo faccio doppio!») a Walter Chiari («Solo io mi chiamo Yoga»), de Mina (Industria Italiana della Birra) a Carlo Dapporto (Durban's), de Paolo Panelli («Ercolino sempre in piedi») a Aldo Fabrizi («Avanti c'è posto»), de Dario Fo («Supercortemaggiore, la potente benzina italiana») a Sandra Milo («Confidenziale»), d'Alighiero Noschese («Un Ramazzotti fa sempre bene!») a Pippo Baudo i Alberto Rabagliati («La famiglia senza guai»), del Quartetto Cetra («Tricofilina? Sì sì») a Marisa Del Frate («Voglio la caramella che mi piace tanto»), d'Edoardo Vianello («Voglio la Vespa!») a Umberto Bindi («Dieta Salus!»).

## Filmografia
Llargmetratges
- Domenica d'agosto (1950)
- Parigi è sempre Parigi (1951)
- Le ragazze di piazza di Spagna (1952)
- Terza liceo (1954)
- Camilla (1954)
- Il bigamo (1956)
- Il momento più bello (1957)
- La ragazza in vetrina (1961)
- Sposi (1987) - Co-regia
- Basta! Ci faccio un film (1990)
- Basta! Adesso tocca a noi (1990)
- Una lunga lunga lunga notte d'amore (2001)
- L'acqua... il fuoco (2003)

Televisió
- Geminus (1969)
- K2 + 1 (1971)